# سرزمین ببر (فیلم)
سرزمین ببر (به انگلیسی: Tigerland) فیلمی محصول سال ۲۰۰۰ و به کارگردانی جوئل شوماخر است. در این فیلم بازیگرانی همچون کالین فارل، متیو دیویس، شیا ویگهام، کلیفتن کالینز جونیور، تام گوایری، کول هاسر، توری کیتلز، نیک سیرسی، آفیمو آملامی، مت آلفردا، مایکل شنون ایفای نقش کرده‌اند.